# Aprostocetus flavobasalis
Aprostocetus flavobasalis är en stekelart som beskrevs av Girault 1915. Aprostocetus flavobasalis ingår i släktet Aprostocetus och familjen finglanssteklar. Inga underarter finns listade i Catalogue of Life.